# Louis Dreyfus (homme de médias)
Pour les articles homonymes, voir Louis Dreyfus, Louis-Dreyfus et Dreyfus.
Louis Dreyfus, né le 19 décembre 1970 à Boulogne-Billancourt (Hauts-de-Seine),  est le président du directoire du groupe Le Monde. 

## Biographie

### Famille
Il est le fils de l’avocat et homme politique rocardien Tony Dreyfus et, par sa mère, l’avocate Françoise Fabre-Luce, petit-fils du journaliste et écrivain Alfred Fabre-Luce .

### Formation
Après des études secondaires au lycée Henri-IV (1988), il intègre HEC (École des hautes études commerciales) de Paris (1993). Il est ancien élève de la London School of Economics (année 1993)[réf. nécessaire].

## Carrière

### Hachette Filipacchi (1993-1999)
Il commence sa vie professionnelle au sein de la branche américaine d’Hachette Filipacchi, à New-York.  Il participe notamment au lancement de George, le magazine de John Kennedy Jr, à l’acquisition du magazine Mirabella et à la reprise de l’édition américaine de la revue de cinéma Première. De 1995 à 1999, il est correspondant à New York de l’édition française de Première pour laquelle il écrit des portraits et des reportages.

### Le Groupe La Provence (1999-2001)
Louis Dreyfus est directeur financier du groupe La Provence de 1999 à 2001. Sous son égide, est créé l’hebdomadaire régional Marseille l’Hebdo. En 2000, l’édition corse de La Provence, La Corse, et le quotidien Corse-Matin fusionnent.

### Libération(2001-2006)
En 2001, il rejoint le quotidien national Libération dont il est d’abord directeur financier et du développement, puis directeur général et co-gérant aux côtés du fondateur du journal, Serge July. Après l’arrivée d’Édouard de Rothschild dans le capital du quotidien, Louis Dreyfus quitte Libération en 2006.

### Nouvel Obs(2006-2008)
En 2006, Louis Dreyfus est directeur général adjoint puis directeur général de l’hebdomadaire le Nouvel Obs (filiale du groupe Le Monde depuis 2014). Il soutient et lance des initiatives de diversification. Ainsi, le site internet nouvelobs.com, fondé par le journaliste Patrick Fiole, devient en 2007, l'un des principaux sites d'information généraliste français. Il démissionne en 2008, à l’arrivée de Denis Olivennes, nommé à la tête de l’hebdomadaire par son fondateur et propriétaire Claude Perdriel.

### Les Inrocks(2009-2010)
En juin 2009, Louis Dreyfus organise l’acquisition du magazine Les Inrocks pour le compte du banquier Matthieu Pigasse. En tant qu’administrateur, puis directeur général, il élabore la mise en place d’une nouvelle formule, et la bascule – sous l’impulsion de Bernard Zekri – de ce titre culturel et rock vers un magazine plus généraliste,. En 2010, Louis Dreyfus quitte la direction des Inrocks pour prendre la présidence du directoire du Monde.

## Groupe Le Monde (depuis 2010)
Bras droit de Matthieu Pigasse, il devient président du directoire du journal Le Monde en décembre 2010[réf. non conforme]. Il gagne 225 000 euros dans ses fonctions selon la journaliste Odile Benyahia-Kouider qui explique que l'une de ses premières décisions a été de « séparer les fonctions managériales et éditoriales » à la tête du quotidien. 
Louis Dreyfus annonce son plan de transformation : le groupe, doté d’un actionnariat majoritaire, est aux côtés d’un pôle d’indépendance qui regroupe lecteurs et salariés, et d’un comité d’éthique et de déontologie indépendant.

### Achat de l’Obs
Lorsque le trio actionnaire du Monde, Bergé-Niel-Pigasse rachète le Nouvel Obs, en 2014, Louis Dreyfus revient à la tête de l’hebdomadaire,.
À l'été 2019, un conflit actionnarial oppose Matthieu Pigasse et Daniel Kretinsky à Louis Dreyfus et Xavier Niel. Selon Libération, alors que Pigasse refuse de verser 2,5 millions à l'Obs, Louis Dreyfus aurait menacé de placer l'hebdomadaire en cessation de paiements si l’échéance n’était pas payée. En septembre 2020, La Lettre A révèle que Louis Dreyfus n'est pas parvenu jusqu'alors à redresser l'Obs dont il est vice-président. L'hebdomadaire dont la dette a nettement augmenté est « un caillou dans sa chaussure » précise la publication.

## Critiques
En 2013, il est critiqué pour avoir joué les « hommes sandwich » dans une publicité sur le site de mode Milk pour une luxueuse marque de chaussures. Pour Daniel Schneidermann, « la pathétique transformation du directeur du Monde en homme-sandwich ne serait qu’anecdotique si elle ne marquait pas une étape symbolique dans l’asservissement accéléré aux exigences de la pub d’une presse en panique ». La Société des rédacteurs du Monde, dans un communiqué interne de janvier 2014, déplore une entorse aux convenances du Monde, regrettant « l’épisode Berluti qui a porté atteinte à l’image du journal » : « Louis Dreyfus s’était laissé aller à jouer les mannequins avec son jeune fils dans une publicité pour la fameuse marque de chaussures »,.
En 2018, il est accusé d'un mélange des genres lorsque Le Monde consacre un article élogieux à Sciences-Po Lille. sans jamais préciser que le président du conseil d'administration de l'école n'était autre que Louis Dreyfus, président du directoire du Monde.
Dans son livre Le Monde libre , l'ancienne directrice adjointe de L’Obs, Aude Lancelin, brosse le portrait de Louis Dreyfus sous le sobriquet de « factotum ». Elle le décrit comme « un personnage brutal qui était l'épouvantail des actionnaires ». Dans son pamphlet Crépuscule, l'avocat Juan Branco brosse le portrait de Louis Dreyfus qu'il décrit comme « l'homme de main de Xavier Niel, chargé non pas de censurer ou de faire dire directement, mais de recruter et de licencier, promouvoir et sanctionner » les journalistes « des plus prestigieuses rédactions de Paris ».

## Vie personnelle
Il est l'ex-compagnon de Camille Kouchner. Sa sœur est l'écrivaine Pauline Dreyfus .